# Wings of the Dove – Die Flügel der Taube
Wings of the Dove – Die Flügel der Taube (The Wings of the Dove) ist ein amerikanisch-britisches Filmdrama von Iain Softley aus dem Jahr 1997. Das Drehbuch von Hossein Amini beruht auf dem gleichnamigen Roman von Henry James.

## Handlung
London, zu Beginn des 20. Jahrhunderts: Nach dem Tod ihrer Mutter lebt die junge und attraktive Kate Croy bei ihrer Tante Maude in einem eleganten Anwesen am Hyde Park. Während Kates Vater verarmt und dem Opium zugetan ist, duldet ihre verbitterte, aber wohlhabende Verwandte sie nur so lange, bis sie eine Heirat mit einem begehrten Junggesellen der Londoner Gesellschaft eingegangen ist, der ihr einen angemessenen Lebensstil zusichern kann. Die eigenwillige Kate hat jedoch die Bekanntschaft des mittellosen und wenig standesgemäßen Journalisten Merton Densher gemacht, den sie liebt und gegen den Willen ihrer Tante heimlich trifft.
In der Londoner Gesellschaft wird Kate der reichen Amerikanerin Millie Theale vorgestellt. Die beiden Frauen verbindet bald eine enge Freundschaft miteinander. Kate und Millie betrachten in einer Buchhandlung pornographische Darstellungen, besuchen Ausstellungen moderner Kunst und amüsieren sich mit dem für Kate auserkorenen Heiratskandidaten Lord Mark, der allerdings verarmt ist. Der Zyniker macht Kate auf seinen Plan aufmerksam, die wohlhabende Millie für sich zu gewinnen und bald zu beerben, da sie unter einer tödlichen Krankheit leide.
Kate beginnt daraufhin den Plan des Lords zu ihrem zu machen. Auf einer Gesellschaft verliebt sich Millie in den ruhigen Merton. Kate bedrängt ihren Liebhaber, der gutmütigen Freundin Hoffnungen zu machen und sie zu heiraten. So könnte Merton in den Besitz des Vermögens der „reichen Waisen“ gelangen und Kate nach dem Tode Millies ehelichen. Sowohl Kate als auch Merton werden zu einem Aufenthalt nach Venedig eingeladen. Dort forciert Kate ihre Bemühungen und lässt Millie und Merton nach einem Maskenball allein zurück. Nach London zurückgereist, plagt sie jedoch bald die Eifersucht. Kate gibt Lord Mark daraufhin einen Hinweis auf den anstehenden Betrug. Dieser reist umgehend nach Venedig. Die mittlerweile schwerkranke Millie vergibt Merton jedoch und beide verbringen bis zu ihrem Tod die Zeit miteinander.
Nach Millies Tod kehrt Merton nach London zurück. Kate sucht ihn in seiner Wohnung auf, wo er ihr einen Brief von Millies Anwälten übergibt. Kate verbrennt den Brief und beide schlafen miteinander. Kate muss aber feststellen, dass sich Merton in die verstorbene Millie verliebt hat. Kates Liebhaber kehrt daraufhin nach Venedig zurück, wo er Millie betrauern kann.

## Kritiken
James Berardinelli schrieb auf ReelViews, die Absicht von Henry James wäre gewesen – als er den Roman in den Jahren 1894 bis 1902 geschrieben habe –, den Konflikt zwischen der Moral und den Traditionen des 19. Jahrhunderts sowie der modernen Liberalität des 20. Jahrhunderts zu thematisieren. Das Ergebnis gehöre zu den faszinierendsten Werken von James und bleibe auch 100 Jahre später genauso faszinierend wie auch aktuell. Die Filmautoren hätten eine weniger buchstabengetreue Art der Verfilmung gewählt. Der Film lebe von den Darstellungen der Schauspieler, die in den Fällen der Hauptdarsteller Helena Bonham Carter, Linus Roache und Alison Elliott wirkungsvoll seien. Deren Mimik und die Körpersprache würden die „ethischen Mehrdeutigkeiten“ unterstreichen, mit denen die dargestellten Charaktere konfrontiert würden.
Roger Ebert schrieb in der Chicago Sun-Times vom 14. November 1997, das Spiel der Hauptdarsteller weise „große Zärtlichkeit“ („great tenderness“) auf, was die Sympathie der Zuschauer für die verkörperten Charaktere gewinne. Stephen Holden (The New York Times) pries den „schmerzhaft traurigen Pas de Trois“ als „Seele des Films“, dem Regisseur Iain Softley eine „Film-noir-Tönung“ gebe, ohne die Geschichte zu verbilligen. Die Figur der Kate sei im Vergleich zum Roman weniger schurkisch angelegt. Für Helena Bonham Carter sei es die Rolle ihres Lebens, in der sie an eine hexenhafte, englische Scarlett O’Hara erinnere.
Ursula Vossen (film-dienst) kritisierte den Beginn von Softleys Film und die „Sexualisierung“ der Figuren. Mit der „bewußten Entpsychologisierung der Figuren“ gerate Wings of the Dove – Die Flügel der Taube in eine Schieflage, von der sich der Film nicht erhole. Der Zuschauer werde Zeuge „einer exquisiten Ausstattungsorgie an erlesenen Schauplätzen, aber gleichwohl auch einer filmischen Totgeburt“.
Patrick Bahners (Frankfurter Allgemeine Zeitung) bemerkte, dass Softley eine eigene formale Sprache für die Verfilmung gesucht habe, die in der Musik von Ed Shearmur liege. Helena Bonham-Carter und Linus Roache seien brillant in ihren Rollen, jedoch sei durch inhaltliche Änderungen die Figur der Kate sympathischer geraten, was zu einer „Banalisierung des moralischen Problems“ führe.
Ebenfalls Lob für die Hauptdarsteller hatte die Neue Zürcher Zeitung übrig, jedoch würde Drehbuchautor Hossein Amini „viel zu präzise Linien psychologischer Motivation“ in seinem Drehbuch ziehen, das er an den Film noir angelehnt hätte. Nur die Kamera Eduardo Serras würde „das existentialistische Dunkel einer Hammett-Welt im London (und Venedig) der gehobenen Kreise Anfang des Jahrhunderts herbeibeschwören“. Nur ein „Hauch von Henry James“ streife über die besten Momente, „aber das Chaos, das der Flügelschlag der Taube in unserem Denken anrichten sollte“ bleibe aus.
Während Daniela Sannwald (Frankfurter Rundschau) von einer beinahe vollkommenen Befreiung von der literarischen Vorlage sprach und den Film als gelungenen „Emanzipationsversuch“ pries, verriss die tageszeitung Softleys Regiearbeit. Der Regisseur versuche sich moralischer Stellungnahmen möglichst zu enthalten. Das Problem von Kates Charakter liege „in der unauflösbaren Spannung zwischen ihrer behaupteten großen Leidenschaft (und Leidensbereitschaft) im Verhältnis zu Merton auf der einen Seite und ihrer Kaltblütigkeit gegenüber Milly auf der anderen Seite“. Ebenfalls ließe der Film den Zuschauer im Unklaren darüber, ob das Motiv der weiblichen Hauptfigur für die angestrebte Verbindung nur im reinen Gewinnstreben liege. Je mehr Wendungen Kate Croy vollziehe, desto mehr verliere man das Interesse am Charakter. Die Faszination, die Merton Densher auf Millie und Kate ausübe, bleibe unerklärlich. Die Liebesszenen, darunter die finale Bettszene sei „fast lächerlich in ihrer Mischung aus pathetischem Dialog und verklemmtem Aktionismus“.

## Auszeichnungen
Der Film war 1998 in vier Kategorien für einen Oscar nominiert: beste Hauptdarstellerin (Helena Bonham Carter), bestes adaptiertes Drehbuch (Hossein Amini), beste Kamera (Eduardo Serra) und bestes Kostümdesign (Sandy Powell). Bonham Carter war 1998 außerdem für einen Golden Globe nominiert. Eduardo Serra und die Make-up-Experten gewannen 1998 den BAFTA Award, für den auch Helena Bonham Carter, Hossein Amini und Sandy Powell nominiert waren.
Zu den vier Nominierungen für den Golden Satellite Award im Jahr 1998 gehörten jene für Bonham Carter, Amini und Powell. Helena Bonham Carter und Alison Elliott waren 1998 für den Screen Actors Guild Award nominiert. Hossein Amini war 1998 für den Writers Guild of America Award und für den USC Scripter Award nominiert.
Helena Bonham Carter gewann 1997 den Boston Society of Film Critics Award, den Los Angeles Film Critics Association Award, den Society of Texas Film Critics Award und den National Board of Review Award. Sie gewann 1998 zudem den Chlotrudis Award, den Southeastern Film Critics Association Award, den Toronto Film Critics Association Award und den Kansas City Film Critics Circle Award; außerdem wurde sie 1998 für den Online Film Critics Society Award nominiert. 1999 gewann sie auch den London Critics Circle Film Award. Sie und Alison Elliott gewannen 1998 den Las Vegas Film Critics Society Award.

## Hintergrund
Der Film wurde in England – unter anderem in London – und in Venedig gedreht. Er hatte am 4. September 1997 auf den Internationalen Filmfestspielen von Venedig Weltpremiere; am 8. September 1997 wurde er auf dem Toronto Film Festival vorgeführt. Der Film spielte in den US-Kinos ca. 13,7 Millionen Dollar ein, in den britischen Kinos ca. 1,3 Millionen Pfund Sterling.